# Shelton Jones
Shelton Jones (ur. 4 kwietnia 1966 w Copiague) – koszykarz amerykański grający na pozycji silnego skrzydłowego. 
W 1984 wystąpił w meczu gwiazd amerykańskich szkół średnich McDonald's All-American.
W 1989 został wybrany w drafcie rozszerzającym przez Minnesotę Timberwolves.

## Osiągnięcia
Na podstawie, o ile nie zaznaczono inaczej.
NCAA
- Uczestnik rozgrywek:
  - NCAA Final Four (1985)
  - turnieju NCAA (1985–1988)
- Mistrz:
  - turnieju konferencji Big East (1986)
  - sezonu regularnego konferencji Big East (1985, 1986)

NBA
- Uczestnik konkursu wsadów NBA (1989)[3]

Drużynowe
- Mistrz CBA (1997)

Indywidualne
- MVP:
  - sezonu regularnego CBA (1996)
  - meczu gwiazd CBA (1996)
- Zwycięzca konkursu wsadów:
  - hiszpańskiej ligi ACB (1991)
  - CBA (1993, 1996)
- Zaliczony do I składu CBA (1996)
- Uczestnik meczu gwiazd ligi:
  - CBA (1993, 1996)
  - hiszpańskiej ACB (1990)
  - hiszpańskiej i włoskiej (1993)